# Nyssia ochracea
Nyssia ochracea là một loài bướm đêm trong họ Geometridae.